# چارنوتکی
چارنوتکی (به لهستانی:  Czarnotki) یک روستا در لهستان است که در گمینا زانگمشل واقع شده‌است. چارنوتکی ۳۰۰ نفر جمعیت دارد و ۷۰ متر بالاتر از سطح دریا واقع شده‌است.